# Маронити
Маронитите са последователи на християнска църква в Ливан, която признава първовърховенството на Светия престол.
Езикът на богослужението им е западносирийски, а етническият им произход е смесица от финикийци, арамейци и араби. Днешните Маронити в Ливан говорят арабски като майчин език. Името маронити води своето начало от монаха Св. Марон - сирийски монах, живял през V век.
Маронитите и част от монофизитите са привлечени към римокатоличеството от кръстоносците от Тулуза, Южна Франция, които управляват Графство Триполи повече от два века (1047-1291 г.). Най-старата съществуваща днес униатска патриаршия в света е именно маронитската, призната от папа Инокентий III през 1215 г. През Първата Световна война Младотурския режим подлага маронитите на геноцид чрез изкуствено предизвикан глад, който убива половината от тях - 200 от 400 хиляди души.
На 10 юни 2001 г. е канонизирана от папа Йоан Павел II първата жена ливанка, монахиня от Маронитската църква – Rafqa Pietra Choboq Ar-Rayes (1832-1914).
Според данни на маронитската църква броят на маронитите в света днес е около 3.5 милиона души  Архив на оригинала от 2011-07-14 в Wayback Machine., около 1 милион от тях живеят в Ливан. Други 52 000 маронити живеят в Сирия. Силна маронитска общност има и в Кипър, САЩ, Канада, Аржентина, Бразилия, Австралия и Франция.
Ръководителят на църквата се нарича антиохийски патриарх.

## Изследвания
- Breydy, Michael. Études Maronites. Wiesbaden, Harrasowitz, 1991, 140 S. (Orientalia Biblica et Christiana, 2).
- Suermann, Harald. Die Gruendungsgeschichte der Maronitischen Kirche. Wiesbaden, Harrasowitz, 1998, X, 343 S., 1 Karte (Orientalia Biblica et Christiana, 10).
- Булеков, А. О Маронитской церкви. – Альфа и Омега (М.), 1999, № 3 (21); № 4 (22); 2000, № 1.
- Haddad, Simon. A Survey of Maronite Christian Socio-Political Attitudes in Postwar Lebanon. – Islam and Christian-Muslim Relations, Vol 12, 2001, № 4, 465-479.
- Hovorun, Cyril. Will, Action and Freedom: Christological Controversies in the Seventh Century. Leiden, Brill, 2008, xii, 204 pp. (The Medieval Mediterranean, 77).